# Sant Martí de Fenollet
Sant Martí de Fenollet (l'endònim occità és Sant Martin de Fenolhet, i també Sant Martin d'Endalens; oficialment en francès, Saint-Martin-de-Fenouillet) és un municipi de la comarca de la Fenolleda, al departament dels Pirineus Orientals, i constitueix l'extrem nord de la comarca natural de l'Altiplà de Sornià.
El poble de Sant Martí de Fenollet es troba a 418 m d'altitud, a la banda de ponent del terme, voltat de camps de vinya, a la dreta de la vall de la Riberòla, format per un petit grup de cases presidit per l'església parroquial de Sant Martí.
No s'ha de confondre amb Sant Martí de Fenollar, al Vallespir.

## El terme
El terme municipal de Sant Martí de Fenollet, de 10,72 km² d'extensió, se situa a la vall de la Riberòla, afluent per la dreta de l'Aglí. Comprèn el poble de Sant Martí de Fenollet, únic nucli de població, i l'antic lloc de Taixac, i limita amb els termes de Sant Pau de Fenollet (N), Centernac i Ancinyà (E), Felluns i el Viver (S) i Fossa (W). Una carretera local va del poble a la D-619)de Sant Pau de Fenollet a Prades), que discorre fora del municipi, i altres també locals van als pobles veïns.

## Orografia
Al nord s'estén la zona calcària, amb vessants rosts i penya-segats, al contacte entre el massís granític de l'Aglí i la barra calcària que delimita al sud el gran sinclinori de Sant Pau de Fenollet. La cresta va des de la collada de Ventafarina (646 m) a l'extrem NW fins al roc de La Bufeta i el collde Bois, d'on baixen les aigües que formen La Riberòla, que aflueix a l'Aglí al veí terme d'Ancinyà. Aquest sector més elevat és cobert, a les crestes i als vessants més rosts, de garriga, encara que la roca és sovint visible; els vessants són coberts de bosquines d'alzina (part del bac de Bolzana, La Devesa). A la part central del terme se situa el poble de Sant martí, l'antic priorat de Taixac i la gran part de les vinyes, dins el granit. Tota la part del sud és constituïda per gneis, dits de la Riberòla, amb algunes vinyes, però sobretot matolls, brolles i claps d'alzines.

## Agricultura
La superfície agrícola (199 ha en diverses explotacions) és dedicada bàsicament al conreu de la vinya 172 ha, de les quals més d'un centenar de denominació d'origen controlada i una trentena i escaig d'altres vins); hi ha petites extensions d'arbres fruiters (amb presseguers i albercoquers) i hortalisses (carxofes i enciams sobre tot), i quasi una vintena d'hectàrees de pastures i farratges. El cens ramader és nul. Hi ha una societat cooperativa vinícola amb 8.000 hl de capacitat. al límit del terme d'Aucinyà hi ha unes pedreres de feldespat que hom explota des d'aquest poble.

## Història
El lloc té per origen un priorat medieval, anomenat Taixac, en occità Taissac, les restes del qual es poden veure encara en un antic poblat situat a la banda de llevant del terme, a uns 2 km de Sant Martí (Taxac documentat el 1395, teissac al segle xvii, Taisac el 1706, Taichac el 1750, el nucli actual es formà posteriorment.

## Geografia

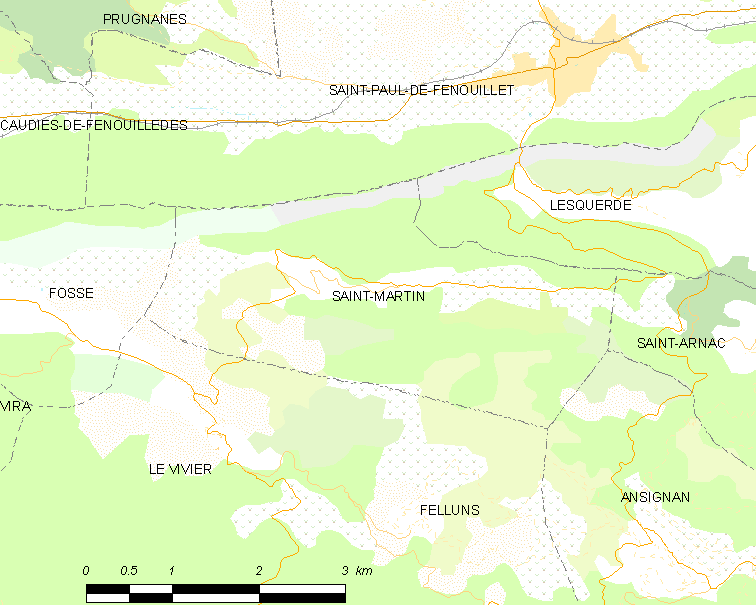
Mapa de la comuna de Sant Martí de Fenollet

## Administració i política

### Alcaldes
| Alcalde         | Període     |
| --------------- | ----------- |
|                 |             |
| Georges Siré    | 1983 - 1989 |
|                 |             |
| André Foulquier | 2001 - 2008 |
| Jacques Paris   | 2008 - 2014 |
| Roger Fabresse  | 2014 -      |

## Demografia
La població era de 10 focs el 1367, i el 1750 hom comptava 120 ha (amb una producció limitada a blat, vi i llegums): el 1765 hi havia 25 focs i el 1789, 30 focs. Assolí 207 ha el 1836, però després disminuí (183 h el 1861, 190 el 1891 i 118 el 1895) i encara més el segle XX: 146 h el 1926, 127 h el 1954. Només cal veure el gràfic per veure la davallada.

Població 1962-2008